# 緋鍵龍彦
緋鍵 龍彦（ひかぎ たつひこ、9月1日 - ）は、日本の漫画家、イラストレーター。男性。

## 来歴
1980年代生まれ。
2002年、「思いはいつも変わらずに」でアンソロジーコミック『小鳥館』Vol.1（茜新社）よりデビュー。
『コミックエルオー』（茜新社）・『電撃黒「マ）王』（メディアワークス - アスキー・メディアワークス）等を経て、2009年『断裁分離のクライムエッジ』を『月刊コミックアライブ』（メディアファクトリー）5月号から2015年9月号まで連載。
2012年11月22日、『断裁分離のクライムエッジ』6巻のオビに2013年春よりテレビアニメ化が進行中であることが発表され、2013年4月から6月まで同作がテレビアニメとして放送された。
2015年、『放課後の先生』を『コミックキューン』（KADOKAWA・メディアファクトリー）10月号から2016年8月号まで連載。
2017年、『ドレッドノット』を『good!アフタヌーン』（講談社）7号より連載を開始。

## 作品リスト

### 一般向け
漫画
- 『放課後の先生』 （芳文社『まんがタイムきららキャラット』2007年11・12月号）

『放課後の先生』 （KADOKAWA・メディアファクトリー、〈MFC キューンシリーズ〉）コミックスに収録
- 『唐傘の才媛』 （メディアワークス→アスキー・メディアワークス『電撃黒「マ）王』2007年Vol.2 - 2010年Vol.12（最終号[8]）、〈電撃コミックス〉、全2巻）
- 『断裁分離のクライムエッジ』 （KADOKAWA・メディアファクトリー『月刊コミックアライブ』2009年5月号 - 2015年9月号[9]、〈MFコミックス アライブシリーズ〉、全11巻）
- 『放課後の先生』（KADOKAWA・メディアファクトリー『月刊コミックキューン』2015年10月号 - 2016年8月号、〈MFC キューンシリーズ〉、全1巻）
  1. 2016年8月27日発売[10]、ISBN 978-4-04-068614-1
- 『ドレッドノット』 （講談社『Good!アフタヌーン』2017年7号[7] - 2018年4号、〈アフタヌーンKC〉、全2巻）
  1. 2017年11月7日発売[11]、ISBN 978-4-06-510320-3
  2. 2018年5月7日発売[12]、ISBN 978-4-06-511389-9
- 『私の傷は死んでも消さない』 （KADOKAWA・メディアファクトリー『月刊コミックアライブ』2019年10月号[13] - 2021年7月号[14]、〈MFコミックス アライブシリーズ〉、全3巻）
  1. 2020年2月21日発売[15]、ISBN 978-4-04-064365-6
  2. 2020年10月23日発売[16]、ISBN 978-4-04-064963-4
  3. 2021年6月23日発売[17]、ISBN 978-4-04-680403-7
- 『王国は悪嬢の棺』（KADOKAWA『アライブ＋』2023年8月25日[18] - 2024年5月24日[19]、〈MFコミックス アライブ＋シリーズ〉、全2巻）
  1. 2023年9月28日発売[20]、ISBN 978-4-04-811243-7
  2. 2024年6月28日発売[21]、ISBN 978-4-04-811285-7

挿絵
- 『私の愛馬は凶悪です』（2007年3月30日発売[22]、著：新井輝、KADOKAWA・エンターブレイン〈ファミ通文庫〉、ISBN 978-4-7577-3424-1）
- 『ゼランディーヌ 〜性悪ないばら姫〜』[23]（2007年5月24日発売[24]、著：嬉野秋彦、集英社〈スーパーダッシュ文庫〉、ISBN 978-4-08-630360-6）

アニメ
- 『ディーふらぐ!』 （第7話 エンドカード、2014年）

### 成人向け
- 『ぷらいまり』 （2007年4月25日発売[25]、茜新社〈TENMACOMICS LO〉、ISBN 978-4-87182-911-3）

### 単行本未掲載作品
- しやわせ家族計画 （笠倉出版社『小萌 vol.5』、2004年2月）
- いーこり （ビブロス『カラフルドロップス 』2005年12月号 - 2006年2月号）
- R.EQUIPMENT （茜新社『コミックエルオー』2007年7月号）[26]
- くちびるアピール （茜新社『コミックエルオー』2007年9月号）[27]
- 同じで違うよ （茜新社『コミックエルオー』2007年12月号）[28]
- お姫様の手袋 （茜新社『コミックエルオー』2008年4月号）[29]
- 眠れる森のうさぎ （茜新社『コミックエルオー』2008年7月号）[30]
- 戸惑う指の震える子羊 （茜新社『コミックエルオー』2011年3月号）[31]
- "MINE"スイーパ（集英社『週刊ヤングジャンプ増刊アオハル』0.5号、2011年8月2日発売）[32]
- メスガキわからせ隊 （茜新社『コミックエルオー』2020年11月号）[33]

## 寄稿など
- 四季（秋） （『ガンガンONLINE』2008年10月2日公開） - イラスト
- 『月刊コミックアライブ』作家による東日本大震災被災地への応援メッセージイラスト（2011年3月[34]）
- 春野友矢応援イラスト小冊子 （2012年10月[35]） - 応援イラスト[35]
- 『忌火のダキニ』 第1巻購入特典リーフレット （2013年6月27日発売[36]） - イラスト[36]
- 『デンキ街の本屋さん』ドラマCD「デンキ街の本屋さんドラマCD〜うまのほねの人々〜」 （2013年8月5日発売[37]） - 応援イラスト[37]
- 『ディーふらぐ!』 テレビアニメBlu-ray・DVD初回生産特典公式アンソロジー （2014年[38]）
- 『まりあ†ほりっく』 第14巻特装版小冊子 （2015年2月23日発売[39]） - イラスト寄稿[39]